# 金龙格
金龙格（1966年—）是一名中国籍法语文学译者和研究者，安徽太湖县人。

## 生平
1987年毕业于复旦大学外文系，曾担任漓江出版社副总编辑，现为桂林旅游学院教授。
翻译出版《我希望有人在什么地方等我》（安娜·加瓦尔达原著）、《在我母亲家的三天》（2005年龚古尔奖获奖作品，弗朗索瓦·威尔刚原著）、《英格丽·卡文》（2005年龚古尔奖获奖作品，让-雅克·舒尔著）、《脚的故事》《飙车》（2008年诺贝尔文学奖获奖作品，让-马里·古斯塔夫·勒克莱齐奥著）、《一部法国小说》（2011年勒诺多文学奖获奖作品）、《夜的草》（2014年诺贝尔文学奖获奖作品，莫迪亚诺著）《不哭》（2014年龚古尔奖获奖作品）等30余部400多万字作品。
2016年首次将法国重要作家塞利纳的代表作《死缓》翻译成中文出版 ，该书入选豆瓣网“2016年度读书榜单·外国文学TOP10”,2018年翻译出版塞利纳的另一部重磅作品《一座城堡到另一座城堡》 ，曾分别于1995、2003、2006、2011、2014和2017年6次荣获法国文化部国家图书中心颁发的奖译金并赴法访学交流。
2011年凭借《青春咖啡馆》荣获第三届傅雷翻译出版奖。